# Ariommatidae
Ariommatidae (Ariommiden) vormen een kleine familie van baarsachtige vissen. Het zijn zoutwatervissen die meestal gevonden worden in dieper water in tropische en subtropische gebieden over een groot deel van de wereld. Het enige geslacht binnen deze familie is Ariomma.

## Soorten
Volgens FishBase vallen het volgende geslacht binnen deze familie:

- Ariomma D. S. Jordan & Snyder, 1904